# 金子匡良
金子匡良（かねこ まさよし、1969年 - ）は、日本の法学者。
専門は憲法。法学博士(法政大学)。法政大学法学部法律学科教授。元神奈川大学法学部教授。

## 略歴
東京に生まれる。1994年 - 早稲田大学政治経済学部政治学科卒業。
1996年 - 法政大学大学院社会科学研究科法律学専攻博士前期修了。2006年 - 法政大学大学院社会科学研究科法律学専攻博士後期修了。
2009年 - 高松短期大学秘書科准教授。2013年 - 神奈川大学法学部准教授。2017年 - 神奈川大学法学部教授。

## 著作等

### 共著
- 『世界の国内人権機関』（解放出版社、1999年）
- 『国内人権機関の国際比較』（現代人文社、2001年）
- 『人種主義の実態と差別撤廃に向けた取組み』（現代人文社、2002年）
- 『人権政策学のすすめ』（学陽書房、2003年）
- 『人権保障の新たな展望ー国内人権機関の機能と役割』（アジア・太平洋人権情報センター、2004年）
- 『人権ってなに?Q&A』（解放出版社、2006年）
- 『これからの人権保障』（有信堂、2007年）
- 『グローバル・コンパクトの新展開』（法政大学出版局、2008年）
- 『企業の社会的責任経営』（法政大学出版局、2009年）
- 『市民自治講座（前編）』（公人社、2014年）
- 『君たちに伝えたい神奈川の裁判』（御茶の水書房、2015年）
- 『行政の構造変容と権利保護システム』（日本評論社、2019年）
- 『Hate Speech in Japan: The Possibility of a Non-Regulatory Approach』（Cambridge University Press、2021年）
- 『現代の部落問題』（解放出版社、2022年）

### 論文
- 『外交の多元化に関する憲法学的考察－“自治体外交”を素材として』（法政法学、(21)、1996年）
- 『鳥取県人権救済条例の意義と課題』（部落解放研究、(170)、54-66、2006年）
- 『集団的自衛権と憲法－「憲法の規範力」から考える』（神奈川大学評論、(79)、74-85、2014年）
- 『カナダ人権法の改革－2000年以降の法改正を中心に』（神奈川法学、51(3)、49-80、2019年）など

## 専門分野
- 人文・社会
- 公法、憲法